# 細南乳魚
細南乳魚（学名：Galaxias gracilis），為輻鰭魚綱胡瓜魚目南乳魚科的其中一種，被IUCN列為易危保育類動物，分布於紐西蘭的淡水流域，體長可達6.2公分，棲息在底中層水域，屬肉食性，生活習性不明。
其种加词来源于拉丁文“gracilis”，意为“纤细的”。